# Samuil Jakowlewitsch Marschak

Samuil Jakowlewitsch Marschak, 1934

Samuil Jakowlewitsch Marschak (russisch Самуил Яковлевич Маршак, wiss. Transliteration Samuil Jakovlevič Maršak; * 22. Oktoberjul. / 3. November 1887greg. in Woronesch; † 4. Juli 1964 in Moskau) war ein jüdisch-russischer Schriftsteller; bekannt vor allem durch seine Kinderliteratur und Übersetzungen englischer Gedichte (u. a. Shakespeares Sonette).

## Leben

### Kindheit und Jugend
Marschak entstammte einer jüdischen Familie, deren Wurzeln bis zum berühmten Rabbiner Aaron Schmuel Kajdanower reichen, der im 17. Jahrhundert im damaligen polnisch-litauischen Königreich lebte. Sein Vater Jakow Marschak war Fabrikmeister in Woronesch, während seine Mutter sich der Erziehung der Kinder widmete. Da Marschaks Vater mit seinen Arbeitsbedingungen nicht zufrieden war, zog die Familie innerhalb von vier Jahren drei Mal um. Marschak besuchte das Gymnasium in Ostrogoschsk, konnte es jedoch nicht abschließen, da seine Eltern 1901 nach Sankt Petersburg zogen. Dort machte er Bekanntschaft mit dem russischen Kritiker und Kunstwissenschaftler Wladimir Stassow, der großes Interesse am Fortkommen Samuils zeigte, der bereits durch seine ersten Gedichte aufgefallen war. Innerhalb von zwei Jahren lernte der damals erst 15-jährige Marschak solche Berühmtheiten des russischen kulturellen Lebens wie Maxim Gorki, Ilja Repin und Fjodor Schaljapin kennen. In dieser Zeit verfasste Samuil mehrere Gedichte auf Jiddisch, die 1905 mit Hilfe Stassows in der Zeitschrift Das jüdische Leben erschienen. 1906 machte er Bekanntschaft mit Yitzhak Ben-Zvi, einem der Gründer der jüdischen Arbeiterpartei Poalei Zion, und veröffentlichte in einer litauischen Zeitschrift Übersetzungen von Salomon Anskis Di shvue, Hymne der damaligen jüdischen Arbeiterbewegung. Ein Jahr später erschienen seine Übersetzungen der Werke eines der bekanntesten jüdischen Dichter des zaristischen Reiches Chaim Nachman Bialik ins Russische.

### Anfang der Karriere
Im Jahre 1907 wurde Marschak in die Redaktion der damals sehr bekannten satirischen Zeitschrift Satirikon aufgenommen. In diese Zeit fällt seine Bekanntschaft mit Alexander Blok und die Hinwendung zum Symbolismus, die ihm eine große Popularität über die engen Grenzen der literarischen Kreise der Hauptstadt hinaus gebracht hatte. Im Jahre 1911 reiste Marschak zusammen mit seinem Freund, dem Dichter Jakow Godin, als Korrespondent der Wseobschtschaja gaseta (deutsch: Allgemeine Zeitung) in den Nahen Osten, wo er auch seine künftige Ehefrau Sofja Milwidskaja kennenlernte: Sie heirateten bereits im Januar 1912. Wenige Monate nach der Hochzeit fuhren die beiden nach England (London), wo Marschak von 1912 bis 1914 Anglistik studierte. Während dieser Zeit übersetzte Marschak vor allem die Werke von William Black, Robert Burns und William Butler Yeats ins Russische. 1914 kehrte er nach Russland zurück. Während des Ersten Weltkrieges betreute Marschak Flüchtlingskinder.
Nach der Februarrevolution 1917 reiste sein Vater zusammen mit Samuils Familie in den Süden, ins Kuban-Gebiet, wo er bald eine Arbeit gefunden hatte. Samuil blieb zunächst noch im revolutionären Petrograd und reiste erst kurz vor der Oktoberrevolution in den Süden zu seiner Familie. Allerdings bekam er bald darauf die Nachricht vom Tode seiner Mutter, die in Petrograd geblieben war, so dass er bereits im Dezember zurückkehren musste. Da er den Wirren der Revolutionszeit entfliehen wollte, war er Anfang 1918 wieder bei seiner Familie in Jekaterinodar. Allerdings erlebte er dort die ganze Wucht des russischen Bürgerkriegs; die Stadt wurde mehrere Male von roten und weißen Truppen besetzt und ausgeplündert. Dort veröffentlichte Marschak 1919 unter einem Pseudonym einen Gedichtband, in dem er sich zwar für die demokratische Neuordnung des Landes aussprach, gleichzeitig jedoch den Antisemitismus der Weißen geißelte, was ihm seitens der lokalen Machthaber negativ angekreidet wurde. Marschak musste zeitweilig um seine Freiheit und sogar sein Leben fürchten, so dass er die am 25. August 1920 einrückenden sowjetischen Truppen mit offenen Armen empfing. Dies hat ihm wahrscheinlich auch das Wohlwollen der Bolschewiki gesichert. Nach der Etablierung der Sowjetmacht wurde Marschak 1920 zum Leiter der Sektion Kinderheime und Kinderkolonien ernannt und war anschließend von 1921 bis 1923 Dramaturg am dortigen Kindertheater.

### Kinderbuchautor
Unter aktiver Mitarbeit Elisaweta Wassiljewas gelang es Marschak, in Jekaterinodar ein „Kinderstädtchen“ zu errichten, das später zum Vorbild der sogenannten „Pionierhäuser“ in der ganzen Sowjetunion wurde. Marschak schrieb in diesen Jahren seine besten Kindermärchen, so unter anderen „Das Katzenhaus“, „Der Zauberstab“ oder „Petruschka“, die später zur Klassik der sowjetischen Kinderliteratur gezählt wurden. Marschaks Ruhm als Organisator und Kinderbuchautor führte dazu, dass er 1923 eine Einladung als Leiter der Literaturabteilung des Jugendtheaters in Leningrad erhielt, die er auch annahm. Kurz darauf erschien die Sammlung von Gedichten für Kinder „Kinderchen im Käfig“, die mehrfache Neuauflagen erlebte. Im gleichen Jahr rief er die Kinderzeitschrift „Worobej“ (deutsch: „Der Spatz“) ins Leben, die seit 1924 unter dem Namen Neuer Robinson erschien. Marschak war es dabei gelungen, etliche später berühmte Autoren wie die Dichter Boris Pasternak und Ossip Mandelstam, die Essayisten Konstantin Fedin und Boris Lawrenjow oder den Naturalisten Witali Bianki zur Mitarbeit in der Zeitschrift zu bewegen. Er betreute Lidija Tscharskaja und wurde zum Förderer von Boris Schitkow, Jelena Danko und Jewgeni Schwarz.
Marschaks Erfolge bei der Herausgabe der Kinderzeitschrift führten 1926 zu seiner Ernennung zum Leiter des Kinderbuchverlags „Detgis“ (russische Abkürzung für Staatsverlag für Kinderliteratur), der sich damals in Leningrad befand. In dieser Position war er derjenige, der für die Zusammensetzung des Verlagsprogramms und somit für die ideologische „Richtigkeit“ erschienener Bücher verantwortlich war. Die Tatsache, dass Marschak, der nie Mitglied der Kommunistischen Partei war, solche Einflussmöglichkeiten besaß, wird auf seine guten Beziehungen zu Maxim Gorki zurückgeführt. Alsbald nach dessen Tod verlor auch Marschak seinen Posten und zog 1938 nach Moskau um, wo er als hoch geschätzter, aber einflussloser Schriftsteller lebte. Kurz vor seinem Weggang wurden mehrere Mitarbeiter der Redaktion des Detgis-Verlags Opfer von Säuberungskampagnen im Zuge des Großen Terrors, darunter Daniil Charms und Tamara Gabbe; Marschak selbst wurde allerdings nicht von den stalinistischen Repressalien betroffen.
In der Zeit des Zweiten Weltkrieges arbeitete Marschak bei der Zeitung Prawda und der Herausgabe satirischer Plakate mit. Er war mehrmals bei den kämpfenden Truppen an der Front, wo er „literarische Abende“ für die Soldaten und Offiziere organisierte. Für diese Verdienste bekam er 1945 den Orden des Vaterländischen Krieges Erster Klasse verliehen. In dieser Zeit schrieb er mehrere Theaterstücke, so auch Die zwölf Monate, das 1947 uraufgeführt und in den 1970er Jahren mehrmals verfilmt wurde.

### Nach dem Zweiten Weltkrieg
Marschak sammelte nach dem Krieg im Geheimen Geld, um die jüdischen Kinder aus den baltischen Ländern, deren Eltern während der nationalsozialistischen Herrschaft ermordet wurden, illegal nach Palästina zu schicken, was in mehreren Fällen auch gelang. 1948 erschien in New York ein Gedächtnisband „Ghettolieder“, in dem an das Schicksal der jüdischen Bevölkerung während des Holocaust erinnert wurde. In diesem Band befanden sich mehrere Gedichte des jüdischen Dichters Chitin aus Litauen, deren Übersetzung ins Englische von Samuil Marschak stammt, dem es nach dem Krieg nicht möglich war, diese Gedichte in der Sowjetunion zu veröffentlichen.
Nach der Ermordung des bekannten jüdischen Schauspielers Michoels und der Zerschlagung des „Jüdischen Antifaschistischen Komitees“ erreichte die antisemitische Hysterie in der UdSSR ihren Höhepunkt. Marschak, der sich vor der Revolution in der zionistischen Bewegung engagiert hatte und langjähriger Freund von Michoels war, wurde im Zuge der gleichzeitig gestarteten Kampagne gegen den sogenannten „Kosmopolitismus“, deren Ziel in erster Linie sowjetische Bürger jüdischer Herkunft waren, vom Regime drangsaliert und misstrauisch beobachtet. Um seine Treue der Sowjetmacht gegenüber zu beweisen, verfasste Marschak mehrere betont antiwestliche, vor allem antiamerikanische Gedichte, in denen er die Einheit des Sowjetvolkes feierte und die jüdische Bevölkerung explizit als Teil der „große Sowjetfamilie“ bezeichnete. 1950 war er Autor des Textes des Oratoriums Auf Friedenswacht, dessen Musik von Sergei Prokofjew stammte und in dem das stalinistische Regime als „Hort der Friedlichkeit“ bezeichnet wurde. Diese Unterwürfigkeit Marschaks bewahrte ihn nicht nur vor Verfolgungen, sondern brachte ihm zwei Stalinpreise, den Leninorden und offizielle Jubiläumsfeierlichkeiten zu seinem 60. Geburtstag. Außerdem wurde er zum Leiter der Kinderbuchkommission des sowjetischen Schriftstellerverbandes ernannt.
Trotzdem wurde die jüdische Herkunft Marschaks und seine Parteilosigkeit weiterhin von Sowjetideologen angegriffen. Ihm wurde unterstellt, zusammen mit anderen Kinderbuchautoren jüdischer Herkunft, vor allem mit Kornei Tschukowski und Lew Kassil als Vertreter des „Kinderbuch-Ästhetismus“, das Bewusstsein der sowjetischen Kinder „zu vergiften“. Erst nach Stalins Tod hörte die Verfolgung Marschaks und anderer jüdischer Autoren auf. In seinen letzten Lebensjahren widmete sich Marschak der Förderung von jungen Dichtern, Übersetzungen aus dem Englischen und veröffentlichte zwei Lyrikbände. Er wurde von der offiziellen Seite zum „Klassiker des sowjetischen Kinderbuchs“ erklärt und durfte im westlichen Ausland die sowjetische Kultur repräsentieren. So reiste er 1955 zum Jubiläum von Robert Burns nach Schottland. Am 22. April 1963 wurde Marschak mit dem Leninpreis für sein Lebenswerk ausgezeichnet.
Das Grab Marschaks befindet sich auf dem Moskauer Nowodewitschi-Friedhof.

## Marschak als Übersetzer
Marschaks literarische Tätigkeit bestand nicht nur im Schreiben von Büchern und Gedichten für Kinder und in späteren Jahren auch für Erwachsene. Er wurde auch als Übersetzer englischer Bücher ins Russische hochgeschätzt und anerkannt. Zu den von ihm übersetzten Autoren zählen Robert Burns, William Black, William Butler Yeats, aber vor allem William Shakespeare, dessen literarisches Schaffen Marschak sein ganzes Leben lang beschäftigt hatte. Eine wahre Meisterleistung war die Übersetzung von seinen Sonetten und Dramen, die es zum ersten Mal dem breiten Lesepublikum in der Sowjetunion ermöglicht hatten, sich mit den Werken Shakespeares vertraut zu machen. Darüber hinaus übersetzte Marschak die Werke Heinrich Heines und jüdischer Autoren, die in Jiddisch bzw. Hebräisch schrieben.

## Persönliches
Marschak hatte drei Kinder:
- Natanel (1914–1915)
- Immanuel (1917–1977), der ein bekannter Wissenschaftler wurde
- Jakow (1925–1946)

## Werke (deutschsprachige Ausgaben)
- Mister Twister. Kiev/Charkow, Staatsverlag der nationalen Minderheiten der U.S.S.R. 1935. Erste DDR-Ausgabe: Aus dem Russischen übertragen von Hedda Zinner. Mit Illustrationen von Frans Haacken. Berlin/Dresden, Der Kinderbuchverlag 1950.
- Freund Fahrigkeit. Deutsch von Erwin Johannes Bach. Zeichnungen von M. J. Konaschewitsch. Engels, Deutscher Staatsverlag 1938.
- Jacks Haus. Engels, Deutscher Staatsverlag 1939.
- Der Ritt auf dem Esel. Eine Geschichte für Gross und Klein. In deutschen Verse gebracht von Erich Wildberger. Berlin/Leipzig, Volk und Wissen 1946.
- Kinderchen im Käfig. Nachdichtung von Erich Weinert. Mit Illustrationen von Jewgeni Iwanowitsch Tscharuschin. Berlin, Holz Verlag 1947.
- Die 12 Monate. Märchen. Aus dem Russischen übertragen von Cilli Ausländer. Wien, Globus 1947. Parallel in Deutschland erschienen: Die zwölf Monate. Ein Märchenspiel in vier Handlungen. Aus dem Russischen von Miron Broser. Berlin, Bruno Henschel und Sohn 1947.
- Das bunte Buch. Aus dem Russischen übertragen von Alfred E. Thoss und Nadeshda Ludwig. Zeichnungen von Wladimir Wassiljewitsch Lebedew. Berlin, Verlag Kultur und Fortschritt 1949.
- Auf Friedenswacht. Aus dem Russischen von Paul Wiens. Einband und Zeichnungen nach dem Original von Marta Menter-Matthes. Berlin, Der Kinderbuchverlag 1952.
- Wo kommt der Tisch wohl her? Ins Deutsche übersetzt von Paul Wiens. Berlin, Der Kinderbuchverlag 1952.
- Wie euer Buch gedruckt wurde. Übersetzung aus dem Russischen von Paul Wiens. Textillustrationen nach Originalen von Heinz Völkel. Berlin, Der Kinderbuchverlag 1952.
- Was bedeutet ein Jahr? Deutsch von Else Kornis. Zeichnungen von Orest Georgijewitsch Wereiski. Bukarest, Jugendverlag (d. ZK d. VdWJ) 1952.
- Seht nur, welch zerstreuter Mann. Deutsch von Gerty Rath. Illustrationen von W. Konaschewitsch. Bukarest, Jugendverlag (d. ZK d. VdWJ) 1954.
- Das gestreifte Kätzchen. Deutsch von Gerty Rath. Illustrationen von Wladimir Lebedew. Bukarest, Jugendverlag (d. ZK d. VdWJ) 1955.
- Das Katzenhaus. Ein Märchen in Versen. Übersetzung aus dem Russischen und Nachdichtung von Martin Remané. Bilder von Erich Gürtzig. Berlin, Der Kinderbuchverlag 1957. Neuauflage im Tabu-Verlag, München 1996, ISBN 3-930777-45-2.
- Die kugelrunden Brüder. Ein Bilderbuch. Nachdichtung von Bruno Tutenberg, Bilder von Hildegard Haller. Berlin, Der Kinderbuchverlag 1959.
- Vom klugen Mäuschen. Berlin, Der Kinderbuchverlag 1959.
- Vom Hippopotamus. Deutsch von Pauline Schneider. Illustrationen von K. Rotow. Bukarest, Jugendverlag (d. ZK d. VdWJ) 1960.
- Klecks der Dackel. Aus dem Russischen übertragen von Wladimir Wischnjak. Moskau, Verlag für Fremdsprachige Literatur 1960.
- Die grosse Tasche. Nachdichtung von Martin Remané. Illustration von mit José Sancha. Berlin, Der Kinderbuchverlag 1961.
- Die Pinguine Rock, Schick, Schock / Zwei Kätzchen. Illustriert von A. Laptew. Prag, Artia 1964.
- Die klugen Dinge. Märchenkomödie in drei Aufzügen und sechs Bildern. / Über mich. In: Sowjetliteratur. Monatsschrift des Schriftstellerverbandes der UdSSR, Heft 1 1965.
- Gedichte für Kinder. Deutsch von Michail Schaiber. Zeichnungen von Mai Mituritsch. Moskau, Progress 1966.
- Das Tierhäuschen. Eine Verserzählung. Nachdichtung von Johannes Bobrowski. Illustrationen von Ingeborg Meyer-Rey. Berlin, Der Kinderbuchverlag 1967. Neuauflage 1996: ISBN 3-358-00117-2.
- Bärtig und gestreift. Nachdichtung von Martin Remané. Illustrationen von Lauretta Rix. Berlin, Der Kinderbuchverlag 1967.
- Wie die Katze einen Namen bekam. Aus dem Russischen übertragen von Marianne Schilow. Illustrationen von Gerhard Lahr, Berlin, Der Kinderbuchverlag 1968.
- Bärenanstand / Die zwei grauen Kater. Deutsch von Michail Schaiber. Zeichnungen von K. Rotow. Moskau, Progress 1969.
- Märchen vom Dummen Mäuschen. Deutsch von R. Weber. Illustrationen von Lija Majorowa. Moskau, Malysch 1970.
- Wo aß der Spatz zu Mittag? Illustrationen von Lija Majorawa. Moskau/Berlin, Malysch/Junge Welt 1976.
- Kleiner Hund auf Reisen. Illustrationen von Erika Meier-Albert. Stuttgart, Thienemann 1976.
- Samuil Marschak. Eine Auswahl von Gerlind Wegener. Berlin, Verlag Neues Leben 1977. Reihe: Poesiealbum 121.
- Das Bärenkind. Illustrationen von W. Kurtschjewski. Moskau, Malysch 1978.
- Tierchen in Zooquartierchen. Nachdichtung: Robert Weber. Illustrationen: Lija Majorowa. Moskau, Malysch 1980.
- Die 7 Sachen. Eine Reiseerzählung in Versen / aufgeschrieben von Samuil Marschak. Ins Deutsche übertragen von Marianne Schilow. Die Bilder malte Ingeborg Meyer-Rey. Berlin, Der Kinderbuchverlag 1991.
- Der Mann von unterm Dache ist nicht richtig bei der Sache (1928). Aus dem Englischen übersetzt von Harry Rowohlt. Illustriert von Marc Rosenthal. Hamburg, Carlsen 1999, ISBN 3-551-51493-3.
- mit Walentin Dmitrijewitsch Berestow, I. Kipnis, Sergei Wladimirowitsch Michalkow, Kornei Iwanowitsch Tschukowski: Das Hühnchen im Birkenbaum – Geschichten und Gedichte. Übersetzt von Aljonna Möckel. Illustrationen von Wladimir Sutejew. Leipzig, LeiV 1997.

## Auszeichnungen
- 1939 Leninorden
- 1942 Stalinpreis für Texte zu militärischen Plakaten und antinazistischen Karikaturen
- 1945 Orden des Vaterländischen Krieges I. Klasse[3]
- 1946 Stalinpreis für das Kinderstück Die zwölf Monate
- 1947 Orden des Roten Banners der Arbeit[3]
- 1949 Stalinpreis für die Übersetzungen von Shakespeares Sonetten
- 1949 Leninorden
- 1951 Stalinpreis für das Kinderbuch „Gedichte für Kinder“
- 1963 Leninpreis für sein Lebenswerk
- 1988 Namensgeber für den Asteroiden (2604) Marshak